# Curling nos Jogos Olímpicos de Inverno da Juventude de 2016 - Duplas mistas
As competições do curling de duplas mistas nos Jogos Olímpicos de Inverno da Juventude de 2016 acontecerão no Curling Hall, Lillehammer entre 19 a 21 de fevereiro.

## Equipes
Cada dupla será formada por atletas de diferentes países - uma do sexo feminino e outro do sexo masculino, a fim de balancear a competição. O sorteio será feito no dia 17 de fevereiro, após o final do torneio de equipes mistas. O formato será o mata-mata, a partir dos 32 avos de final.